# Castillo de Castellnou de Ossó
El castillo de Castellnou de Ossó está situado en Castellnou de Ossó, entidad de población del municipio de Ossó de Sió en la comarca catalana del Urgel.

## Historia
El lugar fue un núcleo fortificado desde época romana. El conde Ermengol IV de Urgel conquistó el término hacia en el 1070, época en que se construyó una torre de una fortificación medieval sobre la base de una antigua torre romana. Con el tiempo se fue agrandando, estando documentado en 1408 cuando fue reformado por su señor Luis de Santmartí.

## Arquitectura
Las murallas presentan un aparato ciclópeo considerado de época romana. Actualmente sólo se conserva el semicírculo oriental de lo que debía ser una estructura de forma circular con un diámetro de unos 24 m y una puerta al norte. En el centro se sitúa la torre medieval, actualmente de unos 4 m de altura, que debía ser muy alta.
Al lado se encuentra la iglesia románica de San Pedro de Castellnou de Ossó.